# Tereza Pecková
Tereza Pecková, née le 10 juillet 1987 à Ústí nad Labem, en Tchécoslovaquie, est une joueuse tchèque de basket-ball. Elle évolue au poste d'ailier fort.

## Biographie
L’ailière internationale tchèque connait sa première expérience à l'étranger avec Energa Torun, mais son contrat est rompu avant dès janvier 2015, ce qui la contraint à revenir au pays au Valosun Brno pour 8,5 points et 5,2 rebonds en championnat. Fin mai 2015, elle s'engage pour la saison à venir avec le club français du COB Calais.

## Palmarès
- Finaliste du championnat du monde 2010
- Coupe de Tchéquie 2013 [3]